# Clawfinger
I Clawfinger sono un gruppo musicale alternative metal svedese, formatosi a Stoccolma nel 1989. Sono stati uno dei primi gruppi ad aver adottato sonorità rap metal e industrial metal in Europa, e sono noti per la loro musica aggressiva ma melodica e per i loro testi, riguardanti la politica e il razzismo.

## Storia del gruppo
L'origine della band risale all'estate del 1989, quando Zak Tell e Jocke Skog si incontrano mentre lavoravano al Rosegrove Hospital nelle vicinanze di Stoccolma.
Nel 1990 si uniscono a loro Bård Torstensen e Erlend Ottem e presto capiscono di avere i soliti interessi musicali. Passando il loro tempo libero a provare e sperimentare acquisiscono le basi per potersi definire una band.
Il loro primo demo comprendeva le canzoni Nigger, Waste of Time e Profit Preacher, che grazie all'aiuto delle radio attirano l'attenzione dell'etichetta MVG.
Nigger è una profonda ed elaborata dichiarazione anti-razzista che raggiunge un notevole successo a livello mondiale, diventando anche un singolo. Nel 1993 i Clawfinger pubblicano il loro album di debutto Deaf Dumb Blind. L'album vende in tutto 600 000 copie a livello mondiale e viene acclamato dalla stampa svedese. Con l'aggiunta di André Skaug ed il batterista Morten Skaug, i Clawfinger partecipano ad importanti festival europei ottenendo date di supporto agli Anthrax e agli Alice in Chains.
La band ha ricevuto molti premi, tra cui due Grammies agli Swedish Grammy Awards nel 1994 per Miglior Band Hard rock e Miglior Video. Dopo i tour, i Clawfinger tornano in studio per registrare il loro secondo album Use Your Brain, uscito nel 1995. Dopo la pubblicazione partono per un tour promozionale, partecipando inoltre all'Ozzy Osbourne's Monsters of Rock Festival in Sud-America, suonando inoltre con Megadeth, Faith No More, e Alice Cooper. Concludono il loro tour con altre date in Europa.
I Clawfinger tornano sotto i riflettori nel 1997 con un album omonimo. Pubblicano inoltre tre singoli (Biggest & the Best, Don't Wake Me Up e Two Sides). Dopo quattro anni di attesa nel 2001 i fan dei Clawfinger possono ascoltare i nuovi pezzi del gruppo, che compongono l'album A Whole Lot of Nothing. Questo era il lavoro più complesso della band, con un notevole e elaborato uso del sintetizzatore che aiutò a definire una nuova dimensione della loro musica.
Zeros & Heroes viene pubblicato nel 2003. Le novità presenti in questo album riguardano sia le sonorità della band che i testi, poiché vi è un suono più duro e aggressivo che lascia poco spazio all'elettronica e testi molto discutibili. Nell'ottobre dello stesso anno il chitarrista Erlend Ottem lascia la band per dedicarsi alla carriera di specialista software.
Nel 2005 viene pubblicato Hate Yourself with Style, il loro album più aggressivo fino ad ora.
Secondo Jocke Skog (tastierista/programmatore) era qualcosa che sentivamo di dover fare, un nuovo inizio dopo l'abbandono di Erlend. L'album è stato scritto, prodotto e mixato dagli stessi CLawfinger nei Fear and Loathing Studios in Svezia, studio posseduto a metà con l'altro gruppo svedese Meshuggah. Nell'estate del 2007 viene pubblicato il settimo album Life Will Kill You.
Nel loro periodo di attività i Clawfinger hanno pubblicato 13 singoli e 7 album, ognuno dei quali ha almeno due tracce bonus nelle rispettive versioni limitate.
I Clawfinger sono famosi per la loro relazione con i propri fans. Zak Tell risponde spesso alle domande presenti sul forum della band, ed ogni settimana è prevista una sessione di chat IRC nella quale i fans possono parlare direttamente con ogni membro della band.

## Formazione

### Formazione attuale
- Zak Tell - voce, testi
- Jocke Skog - tastiera, voce
- Bård Torstensen - chitarra
- Henka Johansson - batteria
- André Skaug - basso

### Ex componenti
- Morten Skaug - batteria
- Erlend Ottem - chitarra
- Ottar Vigerstøl - batteria

## Discografia

### Album in studio
- 1993 - Deaf Dumb Blind
- 1995 - Use Your Brain
- 1997 - Clawfinger
- 2001 - A Whole Lot of Nothing
- 2003 - Zeros & Heroes
- 2005 - Hate Yourself with Style
- 2007 - Life Will Kill You

### Singoli
- Rosegrove
- Nigger
- The Truth
- Warfair
- Warfair Remixes
- Pin Me Down 1
- Pin Me Down 2
- Pin Me Down E.P.
- Do What I Say
- Tomorrow
- Biggest & the Best
- Two Sides
- Out to Get Me
- Nothing Going On
- Recipe for Hate
- Dirty Lies